# 7445 Trajanus
7445 Trajanus este o planetă minoră (asteroid) din Mars-crossing asteroid⁠(d). A fost descoperită pe 24 septembrie 1960 la Observatorul Palomar de Cornelis Johannes van Houten și a fost numită după Traian. 
Obiectul prezintă o orbită caracterizată de o semiaxă mare de 2,1977699 UAi, o excentricitate de 0,24, o înclinație de 1,1848 ° în raport cu ecliptica.